# Julian Snow, Baron Burntwood
Julian Ward Snow, Baron Burntwood (* 24. Februar 1910; † 24. Januar 1982) war ein britischer Politiker der Labour Party, der 25 Jahre lang Abgeordneter des House of Commons war und 1970 als Life Peer Mitglied des House of Lords wurde.

## Leben
Snow war nach dem Schulbesuch zwischen 1930 und 1937 Mitarbeiter des Dunlop Rubber Co Ltd in Indien und Ostafrika. Danach trat er in die British Army ein und diente während des Zweiten Weltkrieges zwischen 1939 und 1945 in der Royal Artillery, in der er zuletzt zum Captain befördert wurde.
Nach Kriegsende wurde Snow als Kandidat der Labour Party bei den Unterhauswahlen am 5. Juli 1945 im Wahlkreis Portsmouth Central erstmals zum Abgeordneten in das House of Commons gewählt, wobei es ihm gelang sich gegen den bisherigen Wahlkreisinhaber der Conservative Party, Ralph Beaumont, deutlich durchzusetzen. Während Beaumont 11.345 Stimmen und 42,6 Prozent erhielt, kam er selbst auf 14.745 Stimmen und 55,3 Prozent der Wählerstimmen.
Am 20. August 1948 heiratete er Flavia Ria Joan Blois, die jüngste Tochter von Ralph Barrett MacNaghten Blois, 9. Baronet, der unter anderem Deputy Lieutenant sowie High Sheriff von Suffolk war. Am 17. November 1947 wurde er zu einem der Lord Commissioner von HM Treasury ernannt und am 2. Februar 1949 sowie 11. Januar 1950 in dieser Funktion bestätigt.
Nach Auflösung des Wahlkreises Portsmouth Central wurde Snow bei den darauf folgenden Unterhauswahlen vom 23. Februar 1950 im neu geschaffenen Wahlkreis Lichfield and Tamworth zum Abgeordneten gewählt und vertrat diesen Wahlkreis bis zu seinem Mandatsverzicht am 29. April 1970 im House of Commons. Bei seiner ersten Wahl sowie den folgenden Wiederwahlen konnte er sich dabei mit Ausnahme bei den Unterhauswahlen vom 15. Oktober 1964 immer mit absoluten Mehrheiten gegen seine Mitbewerber durchsetzen.
Nach seinem Ausscheiden aus dem House of Commons wurde Snow durch ein Letters Patent vom 21. September 1970 gemäß dem Life Peerages Act 1958 als Baron Burntwood, of Burntwood in the County of Staffordshire, zum Life Peer erhoben und war dadurch bis zu seinem Tod, 1982, Mitglied des House of Lords.